# Enyo-Gletscher
Der Enyo-Gletscher ist ein 1 km langer Gletscher mit südlicher Fließrichtung im ostantarktischen Viktorialand. Im östlichen Abschnitt der Olympus Range liegt er östlich des Sandy Glacier. 
Das New Zealand Geographic Board benannte ihn 1998 nach Enyo, der Göttin des blutigen Nahkampfs aus der griechischen Mythologie.